# 삼성바이오에피스
삼성바이오에피스(영어: Samsung Bioepis, 三星바이오에피스)는 대한민국의 제약 기업으로, 바이오시밀러를 개발한다. 

## 역사
삼성 그룹 계열인 삼성바이오로직스와 미국의 바이오젠이 바이오의약품 연구 개발 및 상용화를 위해 설립한 합작사로 설립되었다. 2022년 4월, 삼성바이오로직스의 지분 전량 인수로 약 4년간의 공동 경영 체제를 종료하며 삼성바이오로직스의 100% 자회사로 편입되었다.
삼성 그룹은 반도체 이후 바이오를 신사업 동력으로 삼고 있는데, 바이오시밀러 개발을 담당하는 삼성바이오에피스와 CMO(contract manufacturing organization)사업을 하고 있는 삼성바이오로직스 두 회사가 삼성 그룹의 바이오 사업을 이끌고 있다.

### 연표
- 2012년 2월 28일 '삼성바이오로직스'와 미국 '바이오젠 아이덱'(Biogen Idec)이 합작해 '삼성바이오에피스' 출범
- 2013년 Merck&Co.(MSD)와 파트너십 체결, Biogen과 파트너십 체결
- 2015년 인플릭시맙, 에타너셉트 바이오시밀러 한국 허가
- 2016년 인플릭시맙, 에타너셉트 바이오시밀러 유럽 허가
- 2017년 인플릭시맙 바이오시밀러 미국 허가, 아달리무맙/트라스투주맙 바이오시밀러 유럽 허가, Takeda와 신약개발 파트너십 체결, 아달리무맙/트라스투주맙 바이오시밀러 한국 허가, 에타너셉트 바이오시밀러 브라질 허가
- 2018년 인플릭시맙 바이오시밀러 브라질 허가
- 2019년 3SBio 및 -bridge Capital과 파트너십 체결 , 트라스투주맙,/에타너셉트/아달리무맙 바이오시밀러 미국 허가, Biogen과 후속 바이오시밀러 파트너십 체결

## 같이 보기
- 삼성바이오로직스
- 바이오시밀러